# 기동천사 엔젤릭 레이어
《기동천사 엔젤릭 레이어》(機動天使エンジェリックレイヤー)는 2001년 클램프 원작의 만화와 애니메이션이다. 애니메이션은 본즈에서 제작했다.

## 줄거리
엔젤릭은 "천사"(Angel)이라는 인형을 계란 모양의 용기에서 그것을 자기 나름의 천사로 가꾸어 싸우는 새로운 감각의 격투 게임. 천사는 특수 회로를 사용하여 플레이어 "조종사"(데우스)의 상상한 이미지를 받고 그대로 움직인다. 개발자 들어가 찬코와 미하라 이치로.주인공 스즈하라 미사키는 우연히 보인 엔젤릭에 매료되어, 즉 천사(Angel)의 계란을 구입했다. 태어난 천사 "히카루"라는 이름의 공식 경기 대회에 출전한다.
이 작품은 국내 투니버스에서 방송했으나 현재는 더빙을 일절 접할 수 없는 작품이 되었다. 그럴 이유가 뭐냐면 2000년대 릴 테이프를 썼는데 방송사가 CJ EM과 합병되면서  더빙을 폐기처분했기 때문이다.

## 성우진

### 일본
- 에노모토 아츠코 → 스즈하라 미사키 역
- 후쿠야마 쥰 → 고바야시 코타로우 역
- 유키노 사츠키 → 키자키 타마요 역
- 미츠이시 코토노 → 아사미 쇼코 역
- 오노사카 마사야 → 미하라 이치로 역
- 세키 토모카즈 → 오가타 마사하루 역
- 시라토리 유리 → 고바야시 하토코 역
- 호시 소이치로 → 미하라 오지로 역
- 카와카미 토모코 → 후지사키 마도카 역
- 치바 치에미 → 후지사키 아리스 역
- 카와스미 아야코 → 사이토 카에데 역
- 쿠와시마 호우코 → 죠노우치 사이 역
- 이노우에 키쿠코  → 스즈하라 슈코 역
- 호리에 유이 → 후지모리 히로미 역

### 한국
- 양정화 - 송다영
- 故 오세홍 - 독고일
- 윤소라 - 이모
- 최재호 - 남우
- 윤여진 - 세라
- 최재익 - 이호재
- 이현진 - 은비 / 주수아
- 김장 - 유민 / 사회자
- 한채언 - 최상미
- 김효선 - 도현희 / 기주현
- 여민정 - 예린 / 유연수
- 김선혜 - 기주희